# Maggie Stephens
Maggie Stephens, född 23 september 1883  i Skatelövs församling, Kronobergs län, död 18 mars 1958, yngsta dotter till bruksägaren Joseph Stephens och Elisabeth, f. Kreuger, Huseby bruk och grundare av Maggie Stephens Stiftelse för Medicinsk forskning.
År 1934 ärvde Maggie Stephens godset Ålshult i södra Småland efter sin far. Hon lät bygga om huset till sin nuvarande utformning åren 1935-1937 och parken anlades också under denna tid. Hon bodde där under resten av sin livstid.